# نزهة الخواطر وبهجة المسامع والنواظر
نزهة الخواطر وبهجة المسامع والنواظر هي رواية تاريخية عربية مكونة من 8 مجلدات عن شخصيات المسلمين الهنود الكبار، وخاصة العلماء، تمتد من القرن الأول إلى القرن الرابع عشر الهجري، الموافق القرنين السابع والعشرين الميلاديين. نشرتها دار المعارف العثمانية بين عامي 1931 و1968، وتشتمل على ما يقرب من 4500 مدخل. يُعتبر العمل من تأليف عبد الحي الحسني على نطاق واسع أعظم أعماله، حيث اكتمل سبعة مجلدات قبل وفاته عام 1923، وترك المجلد الأخير غير مكتمل وأكمله فيما بعد ابنه أبو الحسن علي الحسني الندوي، وبعدها أُعيد نشر السلسلة بأكملها تحت عنوان (الإعلام بمن في تاريخ الهند من الأعلام). وقد صدر المجلد الثاني من السلسلة أولًا، ملحقاً لكتاب الدرر الكمينة لابن حجر العسقلاني. يتألف هذا العمل من 300 مصدر باللغات الفارسية والأردية والعربية، ويختلف عن السرديات التاريخية الهندية الفارسية التقليدية من خلال تبني نهج منهجي وموضوعي للشخصيات الدينية. يهدف هذا الكتاب إلى تعريف العالم العربي بدور الشخصيات الإسلامية الهندية، وهو منظم زمنيًا: يغطي المجلد الأول الفترة من القرن الأول إلى القرن السابع الهجري، بينما يركز كل مجلد لاحق على قرن محدد من القرن الثامن الهجري فصاعدًا.

## النهج والميزات
يتناول الكتاب التوثيق التاريخي من خلال التركيز على الروايات الدقيقة والمبنية على أسس منطقية، مشدداً على الأدلة والتفكير العقلاني، على عكس بعض الأعمال التاريخية من الهند التي تتضمن عناصر صوفية أو خارقة. واستناداً إلى تقليد التراجم في التراث العربي، يتبع المؤلف نموذجاً يعتبره مثالياً ويستشهد به. يبدأ كل مدخل بسرد لحياة الشخصية، بما يشمل الاسم، والخلفية العائلية، والتعليم، والمؤثرات، والمؤلفات، والطلبة البارزين، وتاريخ الوفاة. ويحد المؤلف من تدخله الشخصي، معتمداً على الاقتباسات من المصادر السابقة للحفاظ على الأصالة، وغالباً ما يورد مقاطع طويلة منها. أما بالنسبة للشخصيات المعاصرة، فيولي أهمية كبيرة للشهادات المباشرة، حيث يقوم المؤلف بانتقاء المعلومات وتنظيمها بعناية.
يتضمن العمل علماء قد لا يتفق المؤلف مع آرائهم، طالما كان لهم تأثير على التقليد الأوسع للعلم الإسلامي. يركز على توثيق الروابط التاريخية بين الإسلام المبكر في الهند، مستمدًا في المقام الأول من المصادر العربية مع تجنب الروايات الفارسية اللاحقة. وتغطي السير الذاتية مجموعة من الشخصيات، مثل العلماء والشعراء والكتاب والملوك والقادة الروحيين، مع التركيز بشكل خاص على العلماء، وتقديم منظور متوازن دون تفضيل أي طائفة أو جماعة. ترتبط معظم الإدخالات بالهند، حيث يوجد العديد من الأفراد من أصل هندي، في حين أن آخرين، ولدوا خارج شبه القارة، لديهم روابط مهمة بها. الميزة الرئيسة هي اهتمام المؤلف بالمخطوطات، مع ملاحظة موقع المخطوطات ذات الصلة، وخاصة النسخ الموقعة [الإنجليزية].

## روابط خارجية
- نزهة الخواطر في أرشيف الإنترنت
- نزهة الخواطر وبهجة المسامع والنواظر في كتب جوجل